# Convoi no 63 du 17 décembre 1943
Le convoi no 63 du 17 décembre 1943 est un convoi de déportation parti du camp de Drancy avec pour destination Auschwitz,. 
Parmi les 850 personnes (dont 101 enfants) du convoi, se trouvent le rabbin Élie Bloch, son épouse Georgette et leur fille Myriam, le physicien Henri Abraham, le compositeur Casimir Oberfeld, , Paulette et Jean Stam, cousins germains de Pierre Mendès-France, Paul Lévy Meiss, neveu de Léon Meiss et Eugène Wollman et Elisabeth Wollman, parents d'Élie Wollman, la peintre Nathalie Kraemer, l'écrivaine Eva Kotchever et Hella Soldner,, le résistant Fernand Musnik, André Baur, vice-président de l'UGIF, Albert Altermann, qui survit à la Shoah et revient en France, dont le père Salomon Altermann, brocanteur, est déporté par le Convoi No. 1, la mère, Roszka Altermann, est déportée par le Convoi No. 14, et le frère, Marcel Altermann, âgé de 7 ans, est déporté dans le Convoi No. 21, Élie Boccara, le père de l'écrivain Mireille Boccara, Léon Halaunbrenner âgé de 14 ans, Maria Cohen et Monique Cohen, la sœur de Léon Lehrer.
À l’arrivée à Auschwitz, 233 hommes et 112 femmes furent envoyés aux baraquements pour le travail, les autres, environ 230 femmes et 260 hommes (environ, car on ne sait pas combien exactement arrivèrent vivants à destination) furent envoyés directement vers les chambres à gaz. Au total en 1945, seuls 5 femmes et 31 hommes revinrent en France,,
Le dessinateur Serge Smulevic, déporté par ce convoi 63 a témoigné par ses dessins des conditions de sa détention il a également témoigné dans le cadre des travaux sur l'ancienne gare de déportation de Bobigny.